# Mladen Galić (slikar)
Mladen Galić (Široki Brijeg, 10. siječnja 1934.), hrvatski slikar. Jedan je od prvih hrvatskih predstavnika minimalizma i ambijentalne umjetnosti.

## Životopis
Školovao se i diplomirao na Akademiji likovnih umjetnosti u Zagrebu. Prvu izložbu priredio je 1961. u Mostaru. Slika i u raznim grafičkim tehnikama izrađuje apstraktne geometrijske kompozicije. Bavi se i grafičkim oblikovanjem plakata, kataloga, knjiga i slično. Dobitnik je mnogih nagrada i priznanja, a dobitnik je Nagrade HAZU za područje likovne umjetnosti za 2005. te Nagrade Vladimir Nazor za 2005.

## Vanjske poveznice
- Mladen Galić: Rahmanjinov na Sv. Geri  Arhivirana inačica izvorne stranice od 24. rujna 2020. (Wayback Machine) Kulturno informativni centar, pristupljeno 16. listopada 2016.